# 寿進駅
寿進駅（スジンえき）は大韓民国京畿道城南市寿井区山城大路にある、ソウル交通公社8号線の駅。駅番号は826。

## 歴史
- 1996年11月23日 - ソウル特別市都市鉄道公社（当時）の駅として開業。
- 2017年5月31日 - ソウル特別市都市鉄道公社とソウルメトロが統合され、ソウル交通公社の駅となる。

## 駅構造
相対式ホーム2面2線の地下駅。出口は4箇所設けられている。

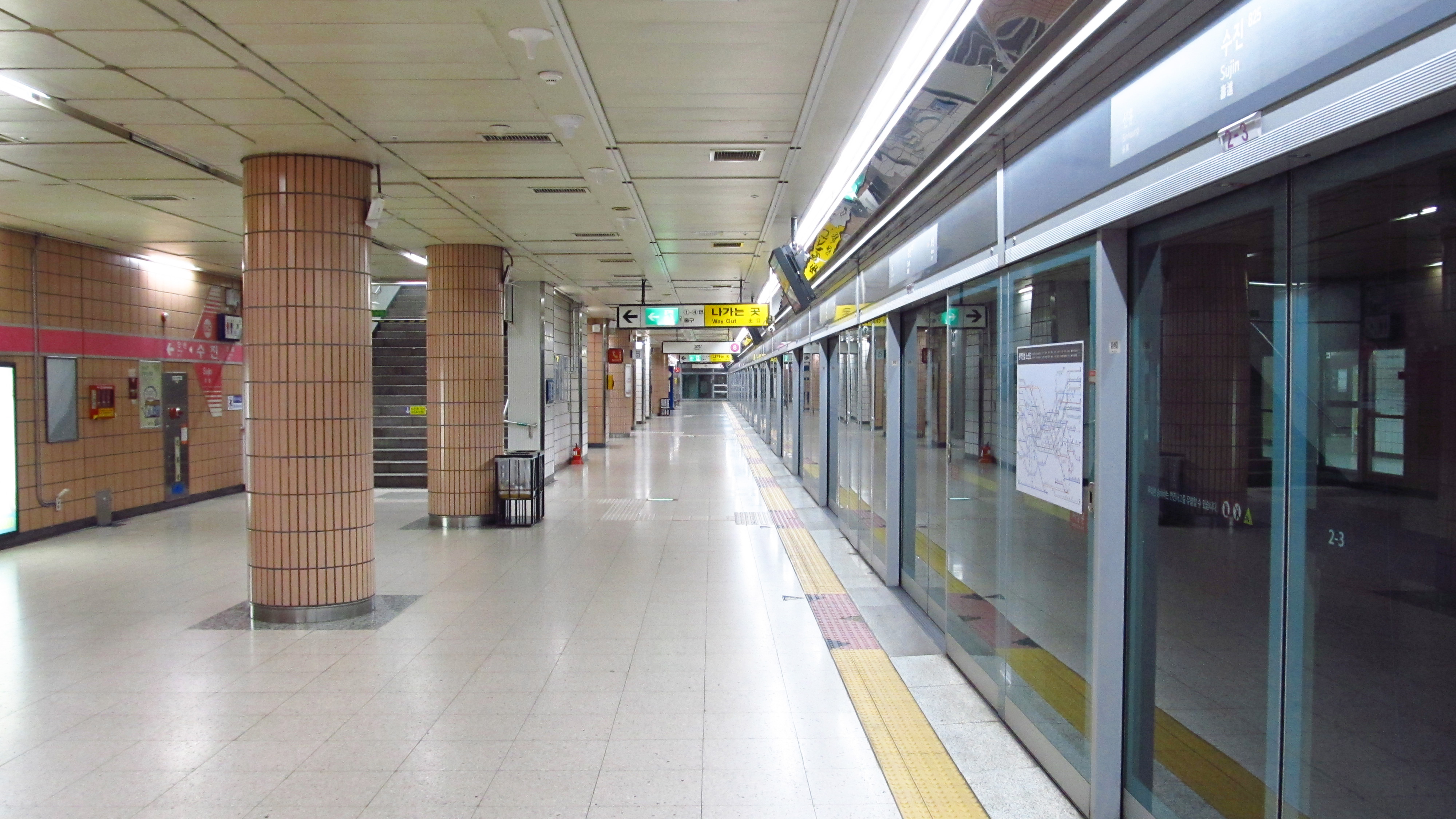
プラットホーム（2018年11月）
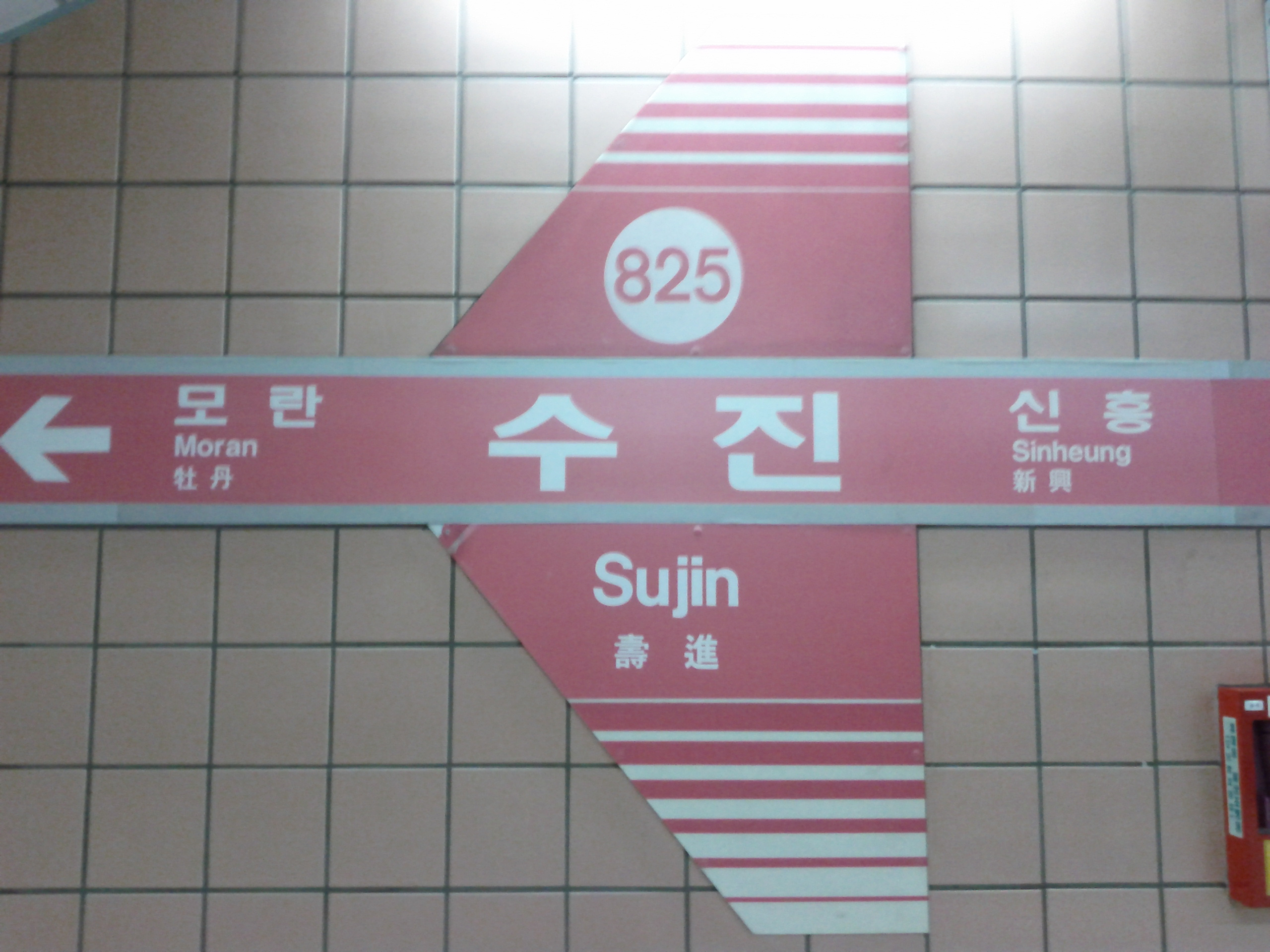
駅名標

### のりば
案内上ののりば番号は設定されていない。
| 上り | 8号線 | 福井・蚕室・岩寺・別内方面 |
| 下り | 8号線 | 牡丹行き                   |

## 利用状況
近年の一日平均利用人員推移は下記の通り。
| 路線  | 路線     | 2000年 | 2001年 | 2002年 | 2003年 | 2004年 | 2005年 | 2006年 | 2007年 | 2008年 | 2009年 | 出典  |
| ----- | -------- | ------ | ------ | ------ | ------ | ------ | ------ | ------ | ------ | ------ | ------ | ----- |
| 8号線 | 乗車人員 | 5,925  | 6,169  | 6,303  | 6,210  | 5,790  | 5,630  | 5,712  | 5,657  | 5,554  | 5,257  | [ 1 ] |
| 8号線 | 降車人員 | 5,470  | 5,673  | 5,834  | 5,714  | 5,217  | 5,126  | 5,167  | 5,139  | 5,052  | 4,859  | [ 1 ] |
| 8号線 | 乗降人員 | 11,395 | 11,842 | 12,138 | 11,924 | 11,007 | 10,755 | 10,879 | 10,796 | 10,606 | 10,116 | [ 1 ] |
| 路線  | 路線     | 2010年 | 2011年 | 2012年 | 2013年 | 2014年 | 2015年 | 2016年 | 2017年 | 2018年 | 2019年 | [ 1 ] |
| 8号線 | 乗車人員 | 5,357  | 5,422  | 5,438  | 5,447  | 5,319  | 5,274  | 5,211  | 5,311  | 5,537  | 5,781  | [ 1 ] |
| 8号線 | 降車人員 | 5,020  | 5,021  | 5,083  | 5,044  | 4,955  | 4,829  | 4,805  | 4,902  | 5,139  | 5,330  | [ 1 ] |
| 8号線 | 乗降人員 | 10,377 | 10,444 | 10,521 | 10,491 | 10,274 | 10,103 | 10,016 | 10,213 | 10,677 | 11,112 | [ 1 ] |

## 駅周辺
- 城南総合運動場
- 城南中央初等学校（朝鮮語版）
- 城南女子高等学校（朝鮮語版）
- 城一高等学校（朝鮮語版）
- 城一中学校（朝鮮語版）
- 城南西高等学校
- 城一情報高等学校（朝鮮語版）
- 城南中学校（朝鮮語版）
- 城一女子高等学校
- 東光女子中学校
- 東光高等学校（朝鮮語版）
- 寿進1洞住民センター
- 国民健康保険公団（朝鮮語版）城南北部支社

## 隣の駅
ソウル交通公社
 8号線
新興駅 (825) - 寿進駅 (826) - 牡丹駅 (827)